# Бачкеево
Бачкеево — деревня в Игринском районе Удмуртии. В бывшем этапном пункте в деревне в 2000 году был открыт музей «Этапный пункт».

## География
Деревня находится в 10 км от центра района.

## Население
| 2010 | 2012 |
| ---- | ---- |
| 208  | ↗217 |

## Власть
Деревня в административном плане относится к Комсомольскому сельскому поселению Игринского района Республики Удмуртия.